# BellSouth
BellSouth Corporation foi uma empresa da área de telecomunicações com sede em Atlanta, Estados Unidos. A BellSouth foi uma das sete companhias originárias da divisão da AT&T, depois de decisão promulgada pelo Departamento de Justiça dos Estados Unidos.
Em 2006 a BellSouth foi absorvida pela AT&T após ser comprada por US$ 67 bilhões.

## Empresas concorrentes
- Sprint Corporation
- MCI
- SBC Communications
- Qwest
- Verizon